# 1147 Stavropolis
1147 Stavropolis är en asteroid i huvudbältet som upptäcktes den 11 juni 1929 av den ryske astronomen Grigorij N. Neujmin vid Simeizobservatoriet på Krim. Dess preliminära beteckning var 1929 LF. Den fick senare namn efter den ryska staden Stavropol i södra Ryssland.
Stavropolis senaste periheliepassage skedde den 10 december 2021. Dess rotationstid har beräknats till 5,66 timmar.